# Башка Вода
Башка Вода је насељено место и седиште општине у Сплитско-далматинској жупанији, Република Хрватска.

## Историја
До територијалне реорганизације у Хрватској налазила се у саставу старе општине Макарска.

## Становништво
На попису становништва 2011. године, општина Башка Вода је имала 2.775 становника, од чега у самој Башкој Води 1.978.

### Општина Башка Вода
| Број становника по пописима | Број становника по пописима | Број становника по пописима | Број становника по пописима | Број становника по пописима | Број становника по пописима | Број становника по пописима | Број становника по пописима | Број становника по пописима | Број становника по пописима | Број становника по пописима | Број становника по пописима | Број становника по пописима | Број становника по пописима | Број становника по пописима | Број становника по пописима |
| --------------------------- | --------------------------- | --------------------------- | --------------------------- | --------------------------- | --------------------------- | --------------------------- | --------------------------- | --------------------------- | --------------------------- | --------------------------- | --------------------------- | --------------------------- | --------------------------- | --------------------------- | --------------------------- |
| 1857                        | 1869                        | 1880                        | 1890                        | 1900                        | 1910                        | 1921                        | 1931                        | 1948                        | 1953                        | 1961                        | 1971                        | 1981                        | 1991                        | 2001                        | 2011                        |
| 810                         | 930                         | 998                         | 1.178                       | 1.365                       | 1.548                       | 1.548                       | 1.648                       | 1.646                       | 1.645                       | 1.572                       | 1.870                       | 1.931                       | 2.173                       | 2.924                       | 2.775                       |

Напомена: Настала из старе општине Макарска.

### Башка Вода (насељено место)
| Број становника по пописима | Број становника по пописима | Број становника по пописима | Број становника по пописима | Број становника по пописима | Број становника по пописима | Број становника по пописима | Број становника по пописима | Број становника по пописима | Број становника по пописима | Број становника по пописима | Број становника по пописима | Број становника по пописима | Број становника по пописима | Број становника по пописима | Број становника по пописима |
| --------------------------- | --------------------------- | --------------------------- | --------------------------- | --------------------------- | --------------------------- | --------------------------- | --------------------------- | --------------------------- | --------------------------- | --------------------------- | --------------------------- | --------------------------- | --------------------------- | --------------------------- | --------------------------- |
| 1857                        | 1869                        | 1880                        | 1890                        | 1900                        | 1910                        | 1921                        | 1931                        | 1948                        | 1953                        | 1961                        | 1971                        | 1981                        | 1991                        | 2001                        | 2011                        |
| 459                         | 930                         | 506                         | 605                         | 720                         | 783                         | 1.548                       | 871                         | 850                         | 837                         | 821                         | 1.238                       | 1.388                       | 1.609                       | 2.045                       | 1.978                       |

Напомена: У 1857, 1869. и 1921. садржи податке за насеља Крвавица и Промајна, а у 1869. и 1921. за насеље Баст.

### Попис 1991.
На попису становништва 1991. године, насељено место Башка Вода је имало 1.609 становника, следећег националног састава:
| Попис 1991.‍   | Попис 1991.‍  | Попис 1991.‍ | Попис 1991.‍ | Попис 1991.‍ |
| ------------- | ------------ | ----------- | ----------- | ----------- |
|               |              |             |             |             |
| Хрвати        | Хрвати       |             | 1.428       | 88,75%      |
| Југословени   | Југословени  |             | 43          | 2,67%       |
| Срби          | Срби         |             | 40          | 2,48%       |
| Албанци       | Албанци      |             | 27          | 1,67%       |
| Црногорци     | Црногорци    |             | 9           | 0,55%       |
| Муслимани     | Муслимани    |             | 4           | 0,24%       |
| Словенци      | Словенци     |             | 4           | 0,24%       |
| Немци         | Немци        |             | 2           | 0,12%       |
| Италијани     | Италијани    |             | 1           | 0,06%       |
| Македонци     | Македонци    |             | 1           | 0,06%       |
| остали        | остали       |             | 1           | 0,06%       |
| неопредељени  | неопредељени |             | 24          | 1,49%       |
| регион. опр.  | регион. опр. |             | 6           | 0,37%       |
| непознато     | непознато    |             | 19          | 1,18%       |
| укупно: 1.609 |              |             |             |             |